# Кастелвисконти
Кастелвисконти (итал. Castelvisconti) је насеље у Италији у округу Кремона, региону Ломбардија.
Према процени из 2011. у насељу је живело 299 становника. Насеље се налази на надморској висини од 58 м.

## Становништво
| 1936. | 1951. | 1961. | 1971. | 1981. | 1991. | 2001. | 2011. |
| ----- | ----- | ----- | ----- | ----- | ----- | ----- | ----- |
| 1.278 | 1.196 | 839   | 566   | 484   | 380   | 350   | 330   |